# Amarrendia peridiocrystalia
Amarrendia peridiocrystalia är en svampart som beskrevs av Bougher & T. Lebel 2002. Amarrendia peridiocrystalia ingår i släktet Amarrendia och familjen Amanitaceae.   Inga underarter finns listade i Catalogue of Life.